# یاکوب یوزف اورلینسکی
یاکوب یوزف اورلینسکی (انگلیسی: Jakub Józef Orliński؛ زادهٔ ۸ دسامبر ۱۹۹۰) خواننده اپرا، و رقصنده اهل لهستان است. وی از سال ۲۰۱۲ میلادی تاکنون مشغول فعالیت بوده‌است. وی به عنوان نقش اصلی در بسیاری از اپراهای تالار اپرای متروپولیتن نیویورک، تالار اپرای سلطنتی لندن، اپرای ورشو و اپرای فرانکفورت اجرا داشته‌است.
همچنین برندهٔ جوایزی همچون جایزه گرامافون (در سال ۲۰۱۹) شده‌است.